# Suaeda articulata
Suaeda articulata är en amarantväxtart som beskrevs av Paul Aellen. Suaeda articulata ingår i släktet saltörter, och familjen amarantväxter. Inga underarter finns listade i Catalogue of Life.